# Kenya ai Giochi olimpici
Il Kenya ha partecipato per la prima volta ai Giochi olimpici nel 1956.
Gli atleti kenioti hanno vinto 110 medaglie ai Giochi olimpici estivi, fra atletica leggera e pugilato, mentre non ne hanno vinta nessuna ai Giochi olimpici invernali.
Il Comitato Olimpico Nazionale Keniota venne creato e riconosciuto dal CIO nel 1955.

## Medaglieri

### Medaglie alle Olimpiadi estive
| Giochi                 | Oro              | Argento          | Bronzo           | Totale           |
| ---------------------- | ---------------- | ---------------- | ---------------- | ---------------- |
| Melbourne 1956         | 0                | 0                | 0                | 0                |
| Roma 1960              | 0                | 0                | 0                | 0                |
| Tokyo 1964             | 0                | 0                | 1                | 1                |
| Città del Messico 1968 | 3                | 4                | 2                | 9                |
| Monaco 1972            | 2                | 3                | 4                | 9                |
| Montreal 1976          | non partecipante | non partecipante | non partecipante | non partecipante |
| Mosca 1980             | non partecipante | non partecipante | non partecipante | non partecipante |
| Los Angeles 1984       | 1                | 0                | 2                | 3                |
| Seoul 1988             | 5                | 2                | 2                | 9                |
| Barcellona 1992        | 2                | 4                | 2                | 8                |
| Atlanta 1996           | 1                | 4                | 3                | 8                |
| Sydney 2000            | 2                | 3                | 2                | 7                |
| Atene 2004             | 1                | 4                | 2                | 7                |
| Pechino 2008           | 6                | 4                | 4                | 16               |
| Londra 2012            | 2                | 4                | 7                | 13               |
| Rio de Janeiro 2016    | 6                | 6                | 1                | 13               |
| Tokyo 2020             | 4                | 4                | 2                | 10               |
| Parigi 2024            | 4                | 2                | 5                | 11               |
| Totale                 | 39               | 44               | 41               | 124              |

### Medaglie alle Olimpiadi invernali
| Giochi              | Oro              | Argento          | Bronzo           | Totale           |
| ------------------- | ---------------- | ---------------- | ---------------- | ---------------- |
| Nagano 1998         | 0                | 0                | 0                | 0                |
| Salt Lake City 2002 | 0                | 0                | 0                | 0                |
| Torino 2006         | 0                | 0                | 0                | 0                |
| Vancouver 2010      | non partecipante | non partecipante | non partecipante | non partecipante |
| Sochi 2014          | non partecipante | non partecipante | non partecipante | non partecipante |
| PyeongChang 2018    | 0                | 0                | 0                | 0                |
| Totale              | 0                | 0                | 0                | 0                |

### Medaglie per disciplina
| Sport            | Oro | Argento | Bronzo | Totale |
| ---------------- | --- | ------- | ------ | ------ |
| Atletica leggera | 38  | 43      | 36     | 117    |
| Pugilato         | 1   | 1       | 5      | 7      |
| Totale           | 39  | 44      | 41     | 124    |

### Medagliati
| Medaglia | Atleta                                                   | Edizione               | Sport            | Evento                  |
| -------- | -------------------------------------------------------- | ---------------------- | ---------------- | ----------------------- |
| Oro      | Naftali Temu                                             | Città del Messico 1968 | Atletica leggera | 10.000m uomini          |
| Oro      | Kipchoge Keino                                           | Città del Messico 1968 | Atletica leggera | 1500m uomini            |
| Oro      | Amos Biwott                                              | Città del Messico 1968 | Atletica leggera | 3.000m siepi uomini     |
| Oro      | Kipchoge Keino                                           | Monaco 1972            | Atletica leggera | 3.000m siepi uomini     |
| Oro      | Charles Asati Hezahiah Nyamau Robert Ouko Julius Sang    | Monaco 1972            | Atletica leggera | Staffetta 4x400m        |
| Oro      | Julius Korir                                             | Los Angeles 1984       | Atletica leggera | 3000m siepi uomini      |
| Oro      | John Ngugi                                               | Seoul 1988             | Atletica leggera | 5000m uomini            |
| Oro      | Peter Rono                                               | Seoul 1988             | Atletica leggera | 1500m uomini            |
| Oro      | Julius Kariuki                                           | Seoul 1988             | Atletica leggera | 3000m siepi uomini      |
| Oro      | Paul Ereng                                               | Seoul 1988             | Atletica leggera | 800m piani uomini       |
| Oro      | Robert Wangila                                           | Seoul 1988             | Pugilato         | Pesi Welter             |
| Oro      | Matthew Birir                                            | Barcellona 1992        | Atletica leggera | 3000m siepi uomini      |
| Oro      | William Tanui                                            | Barcellona 1992        | Atletica leggera | 800m uomini             |
| Oro      | Joseph Keter                                             | Atlanta 1996           | Atletica leggera | 3000m siepi uomini      |
| Oro      | Noah Ngeny                                               | Sydney 2000            | Atletica leggera | 1500m uomini            |
| Oro      | Reuben Kosgei                                            | Sydney 2000            | Atletica leggera | 3000m siepi uomini      |
| Oro      | Ezekiel Kemboi                                           | 2004 Atene             | Atletica leggera | 3000m siepi uomini      |
| Oro      | Asbel Kipruto Kiprop                                     | Pechino 2008           | Atletica leggera | 1500m uomini            |
| Oro      | Brimin Kiprop Kipruto                                    | Pechino 2008           | Atletica leggera | 3000m siepi uomini      |
| Oro      | Wilfred Bungei                                           | Pechino 2008           | Atletica leggera | 800m uomini             |
| Oro      | Samuel Wanjiru                                           | Pechino 2008           | Atletica leggera | Maratona                |
| Oro      | Pamela Jelimo                                            | Pechino 2008           | Atletica leggera | 800m donne              |
| Oro      | Nancy Lagat                                              | Pechino 2008           | Atletica leggera | 3000m siepi donne       |
| Oro      | Emmanuel Korir                                           | Tokyo 2020             | Atletica leggera | 800m piani maschili     |
| Oro      | Faith Kipyegon                                           | Tokyo 2020             | Atletica leggera | 1500m piani femminili   |
| Oro      | Peres Jepchirchir                                        | Tokyo 2020             | Atletica leggera | Maratona femminile      |
| Oro      | Eliud Kipchoge                                           | Tokyo 2020             | Atletica leggera | Maratona maschile       |
| Argento  | Benjamin Kogo                                            | Città del Messico 1968 | Atletica leggera | 3000m siepi             |
| Argento  | Daniel Rudisha Hezahiah Nyamau Naftali Bon Charles Asati | Città del Messico 1968 | Atletica leggera | Staffetta 4x400m uomini |
| Argento  | Kipchoge Keino                                           | Città del Messico 1968 | Atletica leggera | 5000m uomini            |
| Argento  | Wilson Kiprugut                                          | Città del Messico 1968 | Atletica leggera | 800m uomini             |
| Argento  | Kipchoge Keino                                           | Monaco 1972            | Atletica leggera | 1500m uomini            |
| Argento  | Ben Jipcho                                               | Monaco 1972            | Atletica leggera | 3000m siepi uomini      |
| Argento  | Philip Waruinge                                          | Monaco 1972            | Pugilato         | Pesi Piuma              |
| Argento  | Peter Koech                                              | Seoul 1988             | Atletica leggera | 3000m siepi uomini      |
| Argento  | Douglas Wakiihuri                                        | Seoul 1988             | Atletica leggera | Maratona uomini         |
| Argento  | Richard Chelimo                                          | Barcellona 1992        | Atletica leggera | 10000 uomini            |
| Argento  | Patrick Sang                                             | Barcellona 1992        | Atletica leggera | 3000m siepi uomini      |
| Argento  | Paul Bitok                                               | Barcellona 1992        | Atletica leggera | 5000m uomini            |
| Argento  | Nixon Kiprotich                                          | Barcellona 1992        | Atletica leggera | 800m uomini             |
| Argento  | Paul Tergat                                              | Atlanta 1996           | Atletica leggera | 10000m uomini           |
| Argento  | Moses Kiptanui                                           | Atlanta 1996           | Atletica leggera | 3000m siepi uomini      |
| Argento  | Paul Bitok                                               | Atlanta 1996           | Atletica leggera | 5000m uomini            |
| Argento  | Pauline Konga                                            | Atlanta 1996           | Atletica leggera | 5000m donne             |
| Argento  | Paul Tergat                                              | Sydney 2000            | Atletica leggera | 10000m uomini           |
| Argento  | Wilson Boit Kipketer                                     | Sydney 2000            | Atletica leggera | 3000m siepi uomini      |
| Argento  | Erick Wainaina                                           | Sydney 2000            | Atletica leggera | Maratona                |
| Argento  | Bernard Lagat                                            | 2004 Atene             | Atletica leggera | 1500m uomini            |
| Argento  | Brimin Kipruto                                           | 2004 Atene             | Atletica leggera | 3000m siepi uomini      |
| Argento  | Isabella Ochichi                                         | 2004 Atene             | Atletica leggera | 5000m donne             |
| Argento  | Catherine Ndereba                                        | 2004 Atene             | Atletica leggera | Maratona donne          |
| Argento  | Janeth Jepkosgei Busienei                                | Pechino 2008           | Atletica leggera | 800m donne              |
| Argento  | Catherine Ndereba                                        | Pechino 2008           | Atletica leggera | Maratona donne          |
| Argento  | Eunice Jepkorir                                          | Pechino 2008           | Atletica leggera | 3000m siepi donne       |
| Argento  | Eliud Kipchoge                                           | Pechino 2008           | Atletica leggera | 5000m donne             |
| Argento  | Hellen Obiri                                             | Tokyo 2020             | Atletica leggera | 5000m piani femminili   |
| Argento  | Ferguson Rotich                                          | Tokyo 2020             | Atletica leggera | 800m piani maschili     |
| Argento  | Brigid Kosgei                                            | Tokyo 2020             | Atletica leggera | Maratona femminile      |
| Argento  | Timothy Cheruiyot                                        | Tokyo 2020             | Atletica leggera | 1500m piani maschili    |
| Bronzo   | Wilson Kiprugut                                          | Tokyo 1964             | Atletica leggera | 800m uomini             |
| Bronzo   | Naftali Temu                                             | Città del Messico 1968 | Atletica leggera |                         |
| Bronzo   | Philip Waruinge                                          | Città del Messico 1968 | Pugilato         | Pesi piuma              |
| Bronzo   | Julius Sang                                              | Monaco 1972            | Atletica leggera | 400m uomini             |
| Bronzo   | Mike Boit                                                | Monaco 1972            | Atletica leggera | 800m uomini             |
| Bronzo   | Samuel Mbugua                                            | Monaco 1972            | Pugilato         | Pesi leggeri            |
| Bronzo   | Dick Murunga                                             | Monaco 1972            | Pugilato         | Pesi Welter             |
| Bronzo   | Michael Musyoki                                          | Los Angeles 1984       | Atletica leggera | 10000m uomini           |
| Bronzo   | Brahim Bilali                                            | Los Angeles 1984       | Pugilato         | Pesi mosca              |
| Bronzo   | Kipkemboi Kimeli                                         | Seoul 1988             | Atletica leggera | 10000m uomini           |
| Bronzo   | Chris Sande                                              | Seoul 1988             | Atletica leggera | Pesi medi               |
| Bronzo   | William Mutwol                                           | Barcellona 1992        | Atletica leggera | 3000m siepi             |
| Bronzo   | Samson Kitur                                             | Barcellona 1992        | Atletica leggera | 400m uomini             |
| Bronzo   | Stephen Kipkorir                                         | Atlanta 1996           | Atletica leggera | 1500m uomini            |
| Bronzo   | Fred Onyancha                                            | Atlanta 1996           | Atletica leggera | 800m uomini             |
| Bronzo   | Erick Wainaina                                           | Atlanta 1996           | Atletica leggera | Maratona                |
| Bronzo   | Bernard Lagat                                            | Sydney 2000            | Atletica leggera | 1500m uomini            |
| Bronzo   | Joyce Chepchumba                                         | Sydney 2000            | Atletica leggera | Maratona donne          |
| Bronzo   | Paul Kipsiele Koech                                      | 2004 Atene             | Atletica leggera | 3000m siepi uomini      |
| Bronzo   | Eliud Kipchoge                                           | 2004 Atene             | Atletica leggera | 5000m uomini            |
| Bronzo   | Richard Kipkemboi Mateelong                              | Pechino 2008           | Atletica leggera | 3000m siepi uomini      |
| Bronzo   | Micah Kogo                                               | Pechino 2008           | Atletica leggera | 10000m uomini           |
| Bronzo   | Edwin Cheruiyot Soi                                      | Pechino 2008           | Atletica leggera | 5000m uomini            |
| Bronzo   | Alfred Kirwa Yego                                        | Pechino 2008           | Atletica leggera | 800m uomini             |
| Bronzo   | Benjamin Kigen                                           | Tokyo 2020             | Atletica leggera | 3000m siepi maschili    |
| Bronzo   | Hyvin Kiyeng                                             | Tokyo 2020             | Atletica leggera | 3000m siepi femminili   |